# Беломоина (деревня)
Беломоина — упразднённая деревня в Тобольском районе Тюменской области России. Входила в состав Овсянниковского сельского поселения. Упразднена в 2011 году, в связи с прекращением существования.

## География
Располагалась на левом берегу Иртыша выше впадения в него реки Тайма, в 3,5 километрах (по прямой) к северо-востоку от деревни Корикова.

## История
До 1917 года входила в состав Кугаевской волости Тобольского уезда Тобольской губернии. По данным на 1926 год состояла из 54 хозяйств. В административном отношении входила в состав Кугаевского сельсовета Тобольского района Тобольского округа Уральской области.

## Население
| 1989 | 2002 | 2010 |
| ---- | ---- | ---- |
| 4    | ↘0   | →0   |

По данным переписи 1926 года в деревне проживало 272 человека (122 мужчины и 150 женщин), в том числе: русские составляли 100 % населения.